# Dobrava pri Konjicah
Dobrava pri Konjicah is een plaats in Slovenië en maakt deel uit van de gemeente Slovenske Konjice in de NUTS-3-regio Savinjska. De plaats telde 79 inwoners op 1 januari 2020.